# Рокі Грей
Вільям «Рокі» Грей (англ. William «Rocky» Gray; нар. 2 липня 1974, Джексонвілл, Арканзас, США)  — американський музикант. Був гітаристом групи «Living Sacrifice» і ударником рок-групи «Evanescence». Разом з дружиною Рене і двома дітьми, Абрамом та Мадісоном, живе в Літл-Рок, Арканзас, США. На теперішній час учасник рок-групи «We Are the Fallen».

## Участь в групах
- Soul Embraced — гітарист, ударник, соліст (1997—2008), ударник (2008-дотепер)
- Mourningside — ударник (2004-дотепер)
- Fatal Thirteen — гітарист (2006-дотепер)
- Living Sacrifice — гітарист, соліст (1999—2003, 2005, 2008-дотепер)
- Machina — ударник (2005-дотепер)
- The Killer and the Star — ударник (2009-дотепер)
- We Are the Fallen — ударник (2009-дотепер)
- Chalice — (?-?)
- Shredded Corpse — соліст, гітарист (1991—1998)
- Sickshine — ударник (1993—1995)
- PainGod (раніше називалась Flesh Compressor) — ? (1994—1995)
- Seminal Death — соліст, гітарист (1995)
- Thy Pain — гітарист, соліст (2002)
- Kill System — гітарист (2002—2003)
- Evanescence — ударник (2002-May 4, 2007)
- The Burning — гітарист (2005—2006)
- 3 For Sorrow — ударник, бас-гітарист і гітарист (2005—2006)

## «CrimeWave»
2005 року Рокі випустив лінію одягу, яка мала назву «CrimeWave». «CrimeWave» також назва лейбла, який заснував Рокі Грей.